# 市川信定
市川 信定（いちかわ のぶさだ、生没年不詳）は、戦国時代から安土桃山時代にかけての武将。山内一豊の家臣。通称は山城。父は市川定照（若狭武田氏の家臣）。
市川氏は若狭国三方郡能登野（福井県三方上中郡若狭町能登野）の土豪。
長浜城主時代の山内一豊に仕えた。火矢の名手で小田原征伐では活躍し、一豊が遠江国掛川城に封じられた際、千石を領したという。
慶長5年（1600年）の関ヶ原の戦いの直前、一豊は徳川家康に従い会津征伐に参加していたが、会津攻めに出陣した大名の家族を人質に取ろうとした大坂の石田三成の手から見性院（千代）を救うため、一豊の使者として信定が派遣されている。

## 関連作品
- 山内一豊の妻（1939年、映画） - 南部彰三
- 司馬遼太郎の功名が辻（1997年、ANB） - 渡辺哲
- 大河ドラマ「功名が辻」（2006年、NHK） - 岡田圓